# Acuerdo de Shimla
El Acuerdo de Simla, también escrito Acuerdo de Shimla, fue un tratado de paz firmado entre India y Pakistán el 2 de julio de 1972 en Shimla, la capital de Himachal Pradesh.  Siguió a la guerra indo-pakistaní de 1971, que comenzó después de que India interviniera en Pakistán Oriental como aliado de Mukti Bahini que luchaba contra las fuerzas estatales paquistaníes en la guerra de liberación de Bangladés.
El propósito oficial del tratado fue declarado de servir como una manera para que ambos países "pusieran fin al conflicto y la confrontación que hasta ahora han empañado sus relaciones" y concibieran los pasos a seguir para una mayor normalización de las relaciones entre India y Pakistán, estableciendo al mismo tiempo los principios que deberían regir sus futuras interacciones.
El tratado devolvió más de 13.000 km2 de tierra que el ejército indio había confiscado en Pakistán durante la guerra y Pakistán también devolvió tierras que había capturado durante la guerra, aunque India conservó algunas áreas estratégicas, incluyendo Turtuk, Dhothang, Tyakshi (anteriormente llamada Tiaqsi) y Chalunka del valle de Chorbat, que tenían más de 883 km2. Mientras tanto, Pakistán conservó la ciudad de Chumb.
En 2025, Pakistán suspendió el Acuerdo en respuesta a la suspensión por parte de la India del Tratado de las Aguas del Indo, después de la presunta participación de Pakistán en la masacre de Pahalgam de 2025.